# Basse-Ham
Basse-Ham (Duits: Niederham in Lothringen) is een gemeente in het Franse departement Moselle (regio Grand Est). De gemeente maakt deel uit van het arrondissement Thionville. Basse-Ham telde op 1 januari 2022 2.318 inwoners.

## Geografie
De oppervlakte van Basse-Ham bedroeg op 1 januari 2022 10,05 vierkante kilometer; de bevolkingsdichtheid was toen 230,6 inwoners per km².

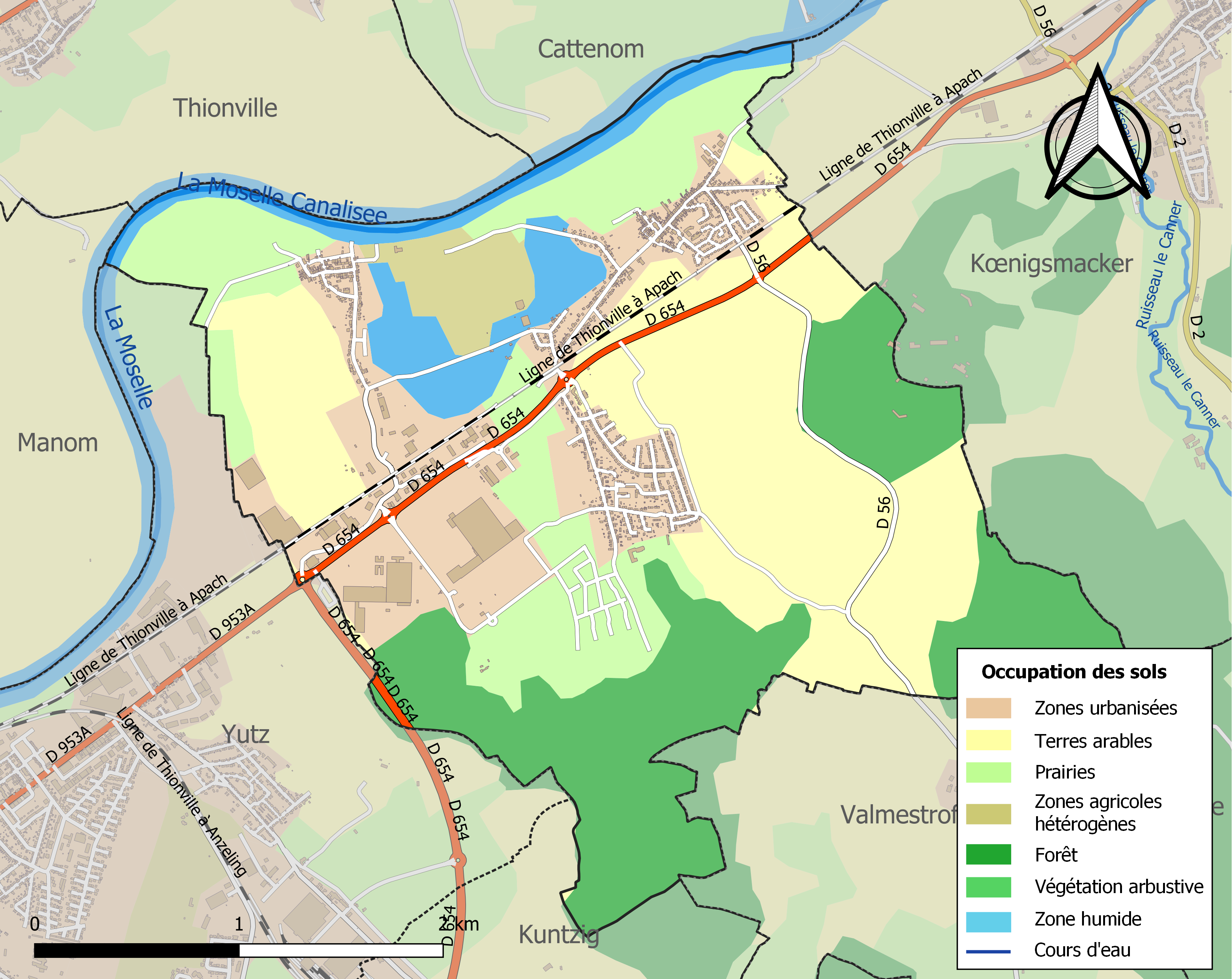
Kaart van de gemeente met de belangrijkste infrastructuur, bodemgebruik en omliggende gemeenten

## Demografie
Onderstaande figuur toont het verloop van het inwonertal (bron: INSEE-tellingen).